# Grossit
Das Mineral Grossit ist ein sehr selten vorkommendes Oxid mit der idealisierten chemische Zusammensetzung CaAl4O7. Es kristallisiert im monoklinem Kristallsystem und entwickelt farblose bis weiße Kristalle und Aggregate.

## Etymologie und Geschichte
Zementklinker bestehen überwiegend aus CaO - Al2O3 - SiO2- Verbindungen und SiO2-arme Zemente sind schnell härtende Spezialzemente. Daher wurden diese Verbindungen seit Beginn des 20. Jahrhunderts systematisch untersucht und 1935 publizierte B. Tavasci die erste Beschreibung von synthetischen Calciumdialuminat.
Anfang der 1970er Jahre suchten Materialwissenschaftler nach temperaturstabielen Trägerstrukturen für laseraktive Ionen wie Neodym Nd3+. In diesem Zusammenhang untersuchten D. W. Goodwin and A. J. Lindop von der University of York erneut die Struktur von Calciumdialuminat.
Das erste natürliche Vorkommen von Calciumdialuminat beschrieb Shulamit Gross 1977. In der pyrometamorphen Hatrurim-Formation fand sie das Mineral akzessorisch in einigen Larnit-Fesen. Die französische Mineralogin Mireille Christophe Michel-Lévy war die erste, die 1984 ein Vorkommen von Calcium-Dialuminat in einem Calcium-Aluminium-reicher Einschluss (CAI) des Leoville Meteoriten beschrieb.
Die Anerkennung als Mineral durch die International Mineralogical Association (IMA) erfolgte 1993 nach einer Charakterisierung von Calciumdialuminat aus der Hatrurim-Formation in Israel und dem Meteoriten Acfer 182 durch Dietmar Weber und Adolf Bischoff vom Institut für Planetologie der Universität Münster. Sie benannten das neue Mineral nach Shulamit Gross, der Mineralogin und emeritiertem Mitglied des Geological Survey of Israel, die das erste natürliche Vorkommen entdeckte. Einige Jahre später wurde das Mineral Shulamitit ebenfalls nach ihr benannt.

## Klassifikation
Da der Grossit erst 1994 als eigenständiges Mineral anerkannt wurde, ist er in der seit 1977 veralteten 8. Auflage der Mineralsystematik nach Strunz noch nicht verzeichnet.
Im zuletzt 2018 überarbeiteten und aktualisierten Lapis-Mineralienverzeichnis nach Stefan Weiß, das sich im Aufbau noch nach dieser alten Form der Systematik von Karl Hugo Strunz richtet, erhielt das Mineral die System- und Mineral-Nr. IV/B.09-10. In der „Lapis-Systematik“ entspricht dies der Klasse der „Oxide und Hydroxide“ und dort der Gruppe „ Oxide mit dem Stoffmengenverhältnis Metall : Sauerstoff = 3 : 4 (Spinelltyp M3O4 und verwandte Verbindungen)“, wo Grossit zusammen mit Dmitryivanovit und Krotit die unbenannte Gruppe mit der System-Nr. IV/B.09 bildet.
Die von der International Mineralogical Association (IMA) zuletzt 2009 aktualisierte 9. Auflage der Strunz’schen Mineralsystematik ordnet den Grossit ebenfalls in die Klasse der „Oxide und Hydroxide“ ein. Diese ist weiter unterteilt nach Größe und Kationen-Anionenverhältnissen, so dass das Mineral entsprechend seinem Aufbau in der Gruppe „C Metall : Sauerstoff = 2 : 3, 3 : 5 und vergleichbare - C. Mit großen und mittelgroßen Kationen“ zu finden ist. Darin ist es das einzige Mineral in der Gruppe mit der System-Nr. 4.CC.15.
Auch die vorwiegend im englischen Sprachraum gebräuchliche Systematik der Minerale nach Dana ordnet den Grossit in die Klasse der „Oxide und Hydroxide“, dort in die feiner unterteilte Gruppe der „Mehrfachen Oxide mit 2+ und höher geladenen Kationen“ ein. Hier ist es das einzige Mineral in der unbenannten Untergruppe „07.03.02“ mit der System-Nr. 07.03.02.01.

## Chemismus
Reiner Grossit hat die Zusammensetzung CaAl4O7. Die Zusammensetzung des Minerals variiert kaum und die gemessene Zusammensetzung des Grossit aus der Typlokalität ist (Ca1,00Fe0,01)Al3,99O7,00. Geringe Anteile des Al3+ können durch V3+ ersetzt werden, was dem Grossit eine violette Farbe verleiht.

## Kristallstruktur
Grossit kristallisiert in der monoklinen Raumgruppe C2/c (Raumgruppen-Nr. 15) mit den Gitterparametern a = 12,94(1) Å, b = 8,910(8) Å, c = 5,446(4) Å und ß = 107,0(1)° sowie 4 Formeleinheiten pro Elementarzelle.

## Bildung und Fundorte
Grossit ist ein sehr seltenes Mineral und weltweit nur an rund 20 Vorkommen beschrieben worden, die meisten davon Meteorite.

### Meteorite
Grossit bildete sich in der Anfangsphase der Entstehung unseres Sonnensystems als eines der ersten Kondensate des präsolaren Nebels nach Korund und Hibonit bei rund 1640°K und 0,001 bar und ist in einigen Calcium-Aluminium-reichen Einschlüssen (CAI) einiger Chondrite erhalten geblieben. Grossit tritt hier zusammen mit Korund, Hibonit, Perowskit, Gehlenit und Spinell auf. Bei späterer Einwirkung von eisenhaltigen Lösungen kann Grossit bei Temperaturen um 500 °C durch Hercynit verdrängt werden.

### Pyrometamorphe Gesteine
In der pyrometamorphen Hatrurim-Formation bildete sich Grossit bei der Umwandlung von mergeligen Kalkstein bei niedrigen Druck und sehr hohen Temperaturen um 1000 °C. Grossit tritt hier in Form leistenförmiger oder gerundeter Kristallen von bis zu 30 µm Größe zusammen mit Larnit, Brownmillerit und Mineralen der Mayenit-Obergruppe auf.